# بلدية القطيف
بلدية محافظة القطيف هي ثاني بلدية في المملكة بعد بلدية جدة وهي أول جهاز بلدي في الشطر الشرقي من المملكة وهي تابعة لأمانة المنطقة الشرقية وكان تأسيسها عام 1344 هجري، وكانت تضم من صفوى شمالًا حتى سيهات جنوبًا ومع التطور العمراني للقرى التي أصبحت مدنًا تم إنشاء ست بلديات ذات ميزانيات مستقلة لمراعاة مصالح المواطنين وهي: بلدية وسط القطيف، بلدية صفوى، بلدية سيهات، بلدية تاروت، بلدية عنك، بلدية القديح.
بأمر من الملك عبد العزيز رحمه الله حين وجه إلى الشاعر خالد الفرج بتأسيسها، وتعتبر ثالث جهاز حكومي في محافظة القطيف بعد المالية والإمارة.

## التأسيس
وجه الملك عبد العزيز الشاعر خالد الفرج بتأسيس بلدية القطيف واستأجر لها مقرًا، وبدأ في تعيين من يساعده على أداء مهامها الأولى.
واستمر في رئاسة البلدية 16 سنة، وخلفه محمد بن صالح الفارس الذي يعتبر أول رئيس للبلدية من سكان القطيف، وقد أمضى الفارس 13 سنة في البلدية، وجاء خلفًا له حسن بن الشيخ علي الخنيزي ثم حسين بن صالح وكل ذلك على امتداد 94 سنة من تاريخ البلدية.
تأسست بلدية القطيف سنة 1346هـ. وكانت تضم من صفوى شمالًا حتى سيهات جنوبًا. ومع التطور العمراني للقرى، تم إنشاء ست بلديات ذات ميزانيات مستقلة:
1. بلدية وسط القطيف
2. بلدية صفوى
3. بلدية سيهات
4. بلدية تاروت
5. بلدية عنك
6. بلدية القديح

وفي عام 1402هـ ضمت هذه البلديات الست في بلدية واحدة تحت اسم بلدية منطقة القطيف المصنفة تحت الفئة (أ). وفي عام 1407هـ تم دمج بلدية منطقة القطيف إدارياً ومالياً وبكامل تشكيلاتها الإدارية بأمانة مدينة الدمام وأصبحت ميزانيتها مدمجة مع الأمانة. في نهاية عام 1428هـ تم فصل البلدية إدارياً ومالياً وبكامل تشكيلاتها الإدارية، وأصبحت ميزانيتها مرتبطة بوزارة الشئون البلدية والقروية.

## رؤساء بلدية  محافظة القطيف
تعاقب على رئاسة بلدية محافظة القطيف كل من:
1. خالد محمد الفرج الدوسري 1362-1346 (16 سنة)
2. محمد صالح الفارس 1375-1362 (13 سنة)
3. حسن الشيخ علي الخنيزي 1375-1379 (4 سنوات)
4. يوسف عبد العزيز المعيبد 1379-1382 (3 سنوات)
5. حسن صالح الجشي 1382-1390 (8 سنوات)
6. صالح سلمان البداح 1390-1391 (سنة واحدة)
7. جعفر السيد أحمد الماجد 1391-1392 (سنة واحدة)
8. غنام علي الغنام 1392-1396 (4 سنوات)
9. سعد مرشد الحسن 1396-1396 (عدة أشهر فقط)
10. أحمد محمد حمد الرحمة 1396-1400 (4 سنوات)
11. منصور حسن علي المرزوق 1400-1402 (سنتان)
12. المهندس عبد الرحمن محمد السيف 1402-1406 (4 سنوات)
13. المهندس زايد علي الجمعة 1406-1410 (4 سنوات)
14. المهندس محسن بن حسين العريني 1410-1416 (6 سنوات)
15. المهندس شجاع يحيى المصلح 1416-1419 (3 سنوات)
16. المهندس خالد بن علي الدوسري 1419-1435 (16 سنة)
17. المهندس زياد مغربل 1435-1440 (5 سنوات)
18. المهندس محمد الحسيني 1440-1443 (3 سنوات)
19. المهندس صالح محمد القرني 1443-حتى الآن

## البلديات التابعة لها
1. بلدية صفوى
2. بلدية سيهات
3. بلدية تاروت
4. بلدية عنك
5. بلدية القديح

## الفروع والأحياء التابعة لها
يشمل نطاق خدمات بلدية محافظة القطيف المحافظة بالكامل ومدنها وبلداتها والأحياء المتصلة بها. ولها ثلاثة فروع لتقديم الخدمات فقط وهي: 
- مكتب خدمات البلدية بالعوامية.
- مكتب خدمات البلدية بالجارودية.
- مكتب خدمات البلدية بأم الحمام.

## حجم الخدمات المقدمة في محافظة القطيف
1. مجمع المحاكم الشرعية: تأسست سنة 1350هـ، ثم توسعت، وأصبحت تضم أيضاً المحكمة المستعجلة التي تأسست سنة 1375هـ وكتابة العدل.[1]
2. مرفأ القطيف: تأسس سنة 1353هـ ويتولى إرشاد ومساعدة صيادي الأسماك، والمحافظة على سلامة الوسائط البحرية.[1]
3. البريد: تأسس سنة 1355هـ وله ثلاث شعب بريدية في مدينة القطيف، وشعب أخرى في: سيهات، وعنك، والجش، وأم الحمام، والجارودية، والقديح، والعوامية، وتاروت، ودارين، وصفوى، وأم الساهك. إضافة إلى قائمين بأعمال بريدية في: حلة محيش، والأوجام، والبحاري، والخويلدية، وأبومعن.[1]
4. شركة الاتصالات السعودية: تأسس فرع القطيف سنة 1355هـ ضمن مشاريع الهاتف الأولى.[1]
5. الشرطة: تأسست سنة 1357هـ لها فروع في: سيهات، وعنك، وتاروت، وصفوى، والعوامية.[1]
6. الأحوال المدنية: تأسست سنة 1364هـ تحت اسم (الجوازات).[1]
7. البرق: تأسس سنة 1367هـ.[1]
8. بلدية سيهات: تأسست سنة 1372هـ ويشمل نطاق خدماتها مدينة سيهات وحي النابية، وانضمت إلى بلدية القطيف سنة 1402هـ ثم إلى أمانة الدمام سنة 1406هـ.[1]
9. إدارة الدفاع المدني: تأسس سنة 1380هـ وله مراكز فرعية في: سيهات، وتاروت، ودارين، وعنك، وصفوى، والعوامية، والجش.[1]
10. إدارة المرور: تأسس سنة 1382هـ.[1]
11. مركز الخدمة الاجتماعية: تأسس سنة 1382هـ وله مهام إشراف على لجان التنمية الأهلية.[1]
12. فرع وزارة البيئة والمياه والزراعة: تأسس سنة 1382هـ. ويهتم بخدمات الإرشاد الزراعي وتنفيذ الحقول الإرشادية وتقديم الخدمات البيطرية، وغيرها.[1]
13. مكتب الضمان الاجتماعي: تأسس سنة 1383هـ. ويتولى صرف المساعدات للمحتاجين ومتضرري الكوارث ومساعدة أصحاب المشاريع الانتاجية وغيرهم.[1]
14. البنك الزراعي العربي السعودي: تأسس سنة 1383هـ. ويمارس تقديم القروض للمزارعين والصيادين والمساعدات.[1]
15. مركز الأبحاث الزراعية: تأسس سنة 1383هـ. ويتولى إجراء البحوث والدراسات الزراعية لتحسين الإنتاج، وتحديد المزروعات الملائمة للمنطقة وتحسين بعض الأصناف الموجودة.[1]
16. حرس الحدود: له مراكز فرعية في المدن والقرى الساحلية: سيهات، ودارين، والزور، والعوامية، وصفوى.[1]
17. المعهد الثانوي التجاري: تأسس سنة 1394هـ في مبنى مستأجر ثم تطور إلى مبناه الحالي، ويتولى مهمة التعليم الفني في تخصصات تجارية.[1]
18. بلدية عنك: تأسست سنة 1395هـ وانضمت إلى رئاسة بلدية محافظة القطيف سنة 1402هـ ثم إلى أمانة مدينة الدمام سنة 1406هـ ويشمل نطاق خدماتها مدينة عنك، والجش، والملاحة، والبدراني، وإسكان القطيف.[1]
19. بلدية تاروت: تأسست سنة 1395هـ وانضمت إلى رئاسة بلدية محافظة القطيف سنة 1402هـ ثم إلى أمانة مدينة الدمام سنة 1406هـ وتشمل خدماتها جزيرة تاروت، ودارين، وسنابس، والزور.[1]
20. بلدية صفوى: تشمل مدينة صفوى، وأم الساهك، وأبومعن، والخترشية، والدريدي، والرويحة والأوجام.[1]
21. بلدية القديح: تأسست سنة 1395هـ وانضمت إلى رئاسة بلدية محافظة القطيف سنة 1402هـ ثم إلى أمانة مدينة الدمام سنة 1406هـ وتشمل خدماتها: القديح، والبحاري.[1]
22. الهلال الأحمر: تأسس سنة 1395هـ ويتولى المهام الاسعافية المختلفة لضحايا الحوادث والكوارث والمرضى وكذلك الخدمات الطبية والإنسانية والاجتماعية.[1]
23. مشروع التحسين الزراعي: تأسس سنة 1396هـ ويتولى توزيع مياه الري داخل نطاق المشروع وصيانة شبكات الري والصرف وتقدم خدمات الإرشاد الزراعي والخدمات الآلية والاستصلاح وحل مشاكل الري والصرف.[1]
24. محكمة الأوقاف والمواريث: تأسست سنة 1400هـ وتعنى بالأحوال الشخصية. 28ـ مكتب الثروة السمكية: تأسس سنة 1400هـ ويتولى أعمال تنظيم الصيد والترخيص للصيادين ووسائل الصيد، وإجراء التجارب عن الثروة السمكية ودراستها استطلاعياً.[1]
25. هيئة الأمر بالمعروف والنهي عن المنكر.[1]
26. مركز التدريب المهني: تأسس سنة 1400هـ ويتولى تقديم دورات التدريب للشباب على مهن مختلفة، وكذلك تدريب موظفي الدولة.[1]
27. مصلحة المياه والصرف الصحي: تأسست سنة 1401هـ وكانت قبل ذلك مندمجة مع البلدية. وبعد انفصالها عنها تولت مسئوليات المياه والصرف الصحي وصيانتها.[1]

| الخدمات العامة     | مكتبة عامة         | نعم |
| الخدمات العامة     | وكالة سفر          | نعم |
| الخدمات العامة     | خدمة مصرفية        | نعم |
| الخدمات العامة     | بث تلفزيوني        | نعم |
| الخدمات العامة     | تلكس               | نعم |
| الخدمات العامة     | مكتب برق           | نعم |
| الخدمات العامة     | خدمة بريد          | نعم |
| الخدمات العامة     | مكتب بريد          | نعم |
| الخدمات العامة     | هاتف               | نعم |
| الخدمات العامة     | كهرباء عامة        | نعم |
| الخدمات العامة     | مياه عامة          | نعم |
|                    |                    |     |
| الخدمات الإدارية   | مندوبية تعليم بنات | نعم |
| الخدمات الإدارية   | إدارة تعليم بنات   | لا  |
| الخدمات الإدارية   | إدارة تعليم بنين   | لا  |
| الخدمات الإدارية   | خدمة بلدية         | نعم |
| الخدمات الإدارية   | بلدية              | نعم |
| الخدمات الإدارية   | شرطة               | نعم |
| الخدمات الإدارية   | مركز إداري         | نعم |
| الخدمات الإدارية   | مرور               | نعم |
| الخدمات الإدارية   | جوازات             | لا  |
| الخدمات الإدارية   | دفاع مدني          | نعم |
|                    |                    |     |
| الخدمات الاجتماعية | مركز تنمية         | نعم |
| الخدمات الاجتماعية | ضمان اجتماعي       | نعم |
| الخدمات الاجتماعية | مجمع قروي          | لا  |
| الخدمات الاجتماعية | محكمة              | نعم |
| الخدمات الاجتماعية | كتابة عدل          | نعم |
| الخدمات الاجتماعية | مركز هيئة          | نعم |
| الخدمات الاجتماعية | مكتب عمل           | لا  |
| الخدمات الاجتماعية | أوقاف              | لا  |
| الخدمات الاجتماعية | أحوال مدنية        | نعم |
|                    |                    |     |
| الخدمات الزراعية   | بنك زراعي          | نعم |
| الخدمات الزراعية   | فرع زراعي          | نعم |
| الخدمات الزراعية   | مديرية زراعية      | لا  |
|                    |                    |     |
| الخدمات الصحية     | الإسعافات          | نعم |
| الخدمات الصحية     | المستوصفات         | نعم |
| الخدمات الصحية     | المستشفيات         | نعم |
|                    |                    |     |
| تعليم الإناث       | ثانوي              | نعم |
| تعليم الإناث       | متوسط              | نعم |
| تعليم الإناث       | ابتدائي            | نعم |
|                    |                    |     |
| تعليم الذكور       | ثانوي              | نعم |
| تعليم الذكور       | متوسط              | نعم |
| تعليم الذكور       | ابتدائي            | نعم |

## مهام البلدية
- مهام قسم إصدار الرخص والشهادات الصحية
- مهام قسم إصدار رخص المباني
- مهام قسم إصدار رخص الحفريات
- مهام قسم أعمال الوقاية الصحية
- مهام قسم مراقبة البناء
- مهام قسم مراقبة خدمات المرافق البلدية
- مهام قسم مراقبة الأسواق التجارية
- مهام قسم حماية المسطحات الخضراء
- مهام قسم مراقبة المواد الغذائية.

## أنشطة ومشاريع البلدية
- ملاعب الأطفال.
- الحدائق.
- صيانة الطرق.
- تصريف السيول.
- الرصف والإنارة والتشجير.
- الأنفاق.
- تنظيف الأراضي الفضاء.

## وصلات خارجية
- الموقع الرسمي